# Бруну Ланга
Бруну Ланга (порт. Bruno Langa, нар. 31 жовтня 1997, Мапуту) — мозамбіцький футболіст, захисник кіпрського клубу «Пафос» та національної збірної Мозамбіку.

## Клубна кар'єра
У дорослому футболі дебютував 2016 року виступами за команду «Машакене», в якій провів два сезони. У липні 2018 року його придбав інший місцевий клуб «Блек Буллз», якийвідразу віддав його в оренду до португальського клубу «Амора». Після вдалого сезону в «Аморі», де він зіграв 22 матчі у третьому дивізіоні країни, Ланга підписав з клубом повницінний трирічний контракт 26 травня 2019 року. Після цього, 22 червня, його віддали в оренду до вищолігової «Віторії» (Сетубал), де він грав виключно у складі резервної команди до 23 років. Він повернувся до «Амори» в липні 2020 року і провів ще один рік з клубом у третьому дивізіоні в сезоні 2020/21.
У 2021 році Ланга перейшов до команди другого дивізіону «Шавіш» і був основним гравцем стартового складу протягом сезону, завдяки якому його команда вийшла до вищого дивізіону. Ланга дебютував у вищому дивізіоні португальського футболу 7 серпня 2022 року, вийшовши в стартовому складі в домашньому матчі проти «Віторії Гімарайнш» (1:0) і провів у португальській Прімейрі ще півтора роки, зігравши 44 гри і забивши 1 гол.
1 лютого 2024 року іспанський клуб «Альмерія» взяв Лангу в оренду до кінця сезону з правом викупу. За цей час мозамбікець зіграв 11 ігор у Ла Лізі і забив 1 гол, а по завершенні сезону, 2 липня, незважаючи на виліт клубу до Сегунди, Бруну підписав з іспанцями чотирирічний контракт. У сезоні 2024/25 він зіграв 24 гри у другому іспанському дивізіоні, але не зумів йому допомогти повернутись до еліти, після чого 4 липня 2025 року його було віддано в оренду кіпрському клубу  «Пафос» на один сезон.

## Виступи за збірну
Ланга представляв молодіжну збірну Мозамбіку до 20 років на Кубку КОСАФА U-20 2016 року.
21 червня 2016 року дебютував в офіційних іграх у складі національної збірної Мозамбіку в матчі Кубка КОСАФА проти Намібії (0:3), а наступного року зіграв у двох матчах відбору до чемпіонату африканських націй. Після тривалої перерви у 2021 році знову отримав виклик до збірної і з того часу став основним гравцем.
У складі збірної був учасником Кубка африканських націй 2023 року у Кот-д'Івуарі. На цьому турнірі він зіграв у трьох матчах групового етапу: проти Єгипту (2:2), проти Кабо-Верде (0:3) та проти Гани (2:2), але його команда не вийшла з групи.
| Дата       | Місто        | Господарі    | Результат | Гості        | Турнір                                       | Голи | Примітки |
| ---------- | ------------ | ------------ | --------- | ------------ | -------------------------------------------- | ---- | -------- |
| 21-6-2016  | Віндгук      | Намібія      | 3 – 0     | Мозамбік     | Кубок КОСАФА 2016 - 1/4 фіналу               | -    | 14'      |
| 16-7-2017  | Антананаріву | Мадагаскар   | 2 – 2     | Мозамбік     | Відбір до Чемпіонату африканських націй 2018 | -    |          |
| 23-7-2017  | Мапуту       | Мозамбік     | 0 – 2     | Мадагаскар   | Відбір до Чемпіонату африканських націй 2018 | -    |          |
| 24-3-2021  | Кігалі       | Руанда       | 1 – 0     | Мозамбік     | Відбір до Кубка африканських націй 2021      | -    | 89'      |
| 30-3-2021  | Мапуту       | Мозамбік     | 0 – 1     | Кабо-Верде   | Відбір до Кубка африканських націй 2021      | -    |          |
| 2-6-2021   | Мапуту       | Мозамбік     | 5 – 0     | Лесото       | товариський матч                             | 1    |          |
| 8-6-2021   | Мапуту       | Мозамбік     | 1 – 1     | Есватіні     | товариський матч                             | -    | ?'       |
| 3-9-2021   | Мапуту       | Мозамбік     | 0 – 0     | Кот-д'Івуар  | Відбір до ЧС 2022                            | -    | 64'      |
| 7-9-2021   | Совето       | Малаві       | 1 – 0     | Мозамбік     | Відбір до ЧС 2022                            | -    | 46'      |
| 26-3-2022  | Нуакшот      | Мавританія   | 2 – 1     | Мозамбік     | товариський матч                             | -    | 62'      |
| 2-6-2022   | Йоганнесбург | Мозамбік     | 1 – 1     | Руанда       | Відбір до Кубка африканських націй 2023      | -    | 84'      |
| 24-3-2023  | Діамніадіо   | Сенегал      | 5 – 1     | Мозамбік     | Відбір до Кубка африканських націй 2023      | -    |          |
| 28-3-2023  | Мапуту       | Мозамбік     | 0 – 1     | Сенегал      | Відбір до Кубка африканських націй 2023      | -    | 46'      |
| 9-9-2023   | Мапуту       | Мозамбік     | 3 – 2     | Бенін        | Відбір до Кубка африканських націй 2023      | -    |          |
| 13-10-2023 | Фару         | Ангола       | 1 – 1     | Мозамбік     | товариський матч                             | -    | 59'      |
| 16-10-2023 | Албуфейра    | Мозамбік     | 2 – 3     | Нігерія      | товариський матч                             | -    |          |
| 16-11-2023 | Мапуту       | Ботсвана     | 2 – 3     | Мозамбік     | Відбір до ЧС 2026                            | -    |          |
| 19-11-2023 | Мапуту       | Мозамбік     | 0 – 2     | Алжир        | Відбір до ЧС 2026                            | -    |          |
| 6-1-2024   | Йоганнесбург | Лесото       | 0 – 2     | Мозамбік     | товариський матч                             | -    | 62'      |
| 8-1-2024   | Йоганнесбург | Ботсвана     | 1 – 0     | Мозамбік     | товариський матч                             | -    | 46'      |
| 14-1-2024  | Абіджан      | Єгипет       | 2 – 2     | Мозамбік     | Кубок африканських націй 2023 - 1-й етап     | -    | 46'      |
| 19-1-2024  | Абіджан      | Кабо-Верде   | 3 – 0     | Мозамбік     | Кубок африканських націй 2023 - 1-й етап     | -    | 78'      |
| 22-1-2024  | Абіджан      | Мозамбік     | 2 – 2     | Гана         | Кубок африканських націй 2023 - 1-й етап     | -    |          |
| 7-6-2024   | Мапуту       | Мозамбік     | 2 – 1     | Сомалі       | Відбір до ЧС 2026                            | -    |          |
| 10-6-2024  | Ель-Джадіда  | Гвінея       | 0 – 1     | Мозамбік     | Відбір до ЧС 2026                            | -    |          |
| 6-9-2024   | Бамако       | Малі         | 1 – 1     | Мозамбік     | Відбір до Кубка африканських націй 2025      | -    |          |
| 10-9-2024  | Мапуту       | Мозамбік     | 2 – 1     | Гвінея-Бісау | Відбір до Кубка африканських націй 2025      | -    |          |
| 11-10-2024 | Мапуту       | Мозамбік     | 1 – 1     | Есватіні     | Відбір до Кубка африканських націй 2025      | -    |          |
| 14-10-2024 | Мбомбела     | Есватіні     | 0 – 3     | Мозамбік     | Відбір до Кубка африканських націй 2025      | -    |          |
| 15-11-2024 | Мапуту       | Мозамбік     | 0 – 1     | Малі         | Відбір до Кубка африканських націй 2025      | -    |          |
| 19-11-2024 | Бісау        | Гвінея-Бісау | 1 – 2     | Мозамбік     | Відбір до Кубка африканських націй 2025      | 1    |          |
| 20-3-2025  | Каїр         | Мозамбік     | 3 – 1     | Уганда       | Відбір до ЧС 2026                            | -    | 72'      |
| 25-3-2025  | Тізі-Узу     | Алжир        | 5 – 1     | Мозамбік     | Відбір до ЧС 2026                            | -    |          |
| Усього     |              | Матчів       | 33        |              | Голів                                        | 2    |          |